# Todireni (okręg Vaslui)
Todireni – wieś w Rumunii, w okręgu Vaslui, w gminie Pădureni. W 2011 roku pozostawała niezamieszkana.